# Åsa Arvidsson
Åsa Margareta Arvidsson, född 17 maj 1972 i Brunneby församling i Östergötland, är en svensk musiker och kantor. Arvidsson utsågs 2006 till Årets dragspelare av medlemmarna i Sveriges Dragspelares Riksförbund. År 2001-2017 arbetade Arvidsson som piano- och dragspelslärare vid musikskolan i Sundbybergs kommun. I januari 2017 tillträdde hon en tjänst som kantor i Borensbergs pastorat. Hon övergick i december 2018 till en tjänst som kantor i Orsa församling,. År 2020 gjordes hennes heltidstjänst, till följd av coronapandemin och minskande medlemsantal i Svenska kyrkan, om till en halvtidstjänst. Under del av 2021 och 2022 var Arvidsson tjänstledig och tjänstgör därefter som kantor i Mora församling.
Arvidsson är utbildad vid Bollnäs folkhögskola och till dragspelspedagog vid Musikhögskolan i Stockholm. Hon är medlem av musikgrupperna Métro Bohème och Trio Stravinskij. Arvidsson arbetar även för att sprida intresset för dragspel, till exempel genom att hålla utbildning för barn och genom att medverka på olika dragspelssammankomster, till exempel dragspelsstämman i Ransäter.
Arvidssons far, musikern och dragspelaren Lars Arvidsson, medverkade under lång tid i programmet Nygammalt i SVT.

## Priser och utmärkelser
- 2006: Årets dragspelare
- 2018: Lions kulturstipendium[11]
- 2020: Stipendium ur Ebbe Jularbos Minnesfond[12]

## Diskografi
- 2008 - Solpolska
- 2016 - Arvidsson Special (tillsammans med Lars Arvidsson)